# 岡原寛
岡原 寛（おかはら ゆたか、1880年（明治13年）8月8日 - 1947年〈昭和22年〉11月19日）は、大日本帝国陸軍軍人。最終階級は陸軍少将。功四級。

## 経歴
愛媛県南宇和郡平城村出身。松山中学校卒。1902年（明治35年）陸軍士官学校第14期卒業。
1928年（昭和3年）8月に陸軍歩兵大佐・堺連隊区司令官を経て、1930年（昭和5年）8月に歩兵第50連隊長（第14師団、歩兵第28旅団）に任官。第二次上海派遣部隊として第一次上海事変に出動するが、上陸直後に停戦となり満州に転用され、各討伐戦に参戦した。
ついで、1933年（昭和8年）3月に陸軍少将・第5師団司令部附を経て、1934年（昭和9年）3月5日に待命、同月24日に予備役に編入した。1935年（昭和10年）、大阪府南豊島村に転居。1942年（昭和17年）より大阪府翼賛壮年団副団長。

## 栄典
勲章
- 1940年（昭和15年）8月15日 - 紀元二千六百年祝典記念章[5]